# ریمون دوم، کنت طرابلس
ریموند یا ریمون دوم (لاتین: Raimundus; ح. ۱۱۱۶ – ۱۱۵۲)، کنت طرابلس از سال ۱۱۳۷ تا ۱۱۵۲ بود. او جانشین پدرش، پونس، شد که در جریان لشکرکشی‌ای که نیروهای دمشق علیه کنت‌نشین طرابلس آغاز کرده بودند، کشته شد. ریموند مسیحیان محلی را به خیانت به پدرش متهم کرد و به روستاهای آنها در منطقه جبل لبنان حمله کرد. او همچنین بسیاری از آنها را شکنجه و اعدام کرد. ریموند در جریان حمله عمادالدین زنگی، اتابک موصل، اسیر شد و در تابستان ۱۱۳۷ در ازای واگذاری دو قلعه مهم مونت‌فران (در بعرین کنونی سوریه) و رفنیه، آزادی خود را به دست آورد.
با توجه به اندک بودن میزان نیروهای کنت‌نشین و همچنین قادر نبود این حکومت در تأمین کردن امنیت مرزهای شرقی، ریموند چندین قلعه را در ۱۱۴۲ به شوالیه‌های مهمان‌نواز واگذار کرد. مرگ ناگهانی عموی پدرش، آلفونسو ژردان، کنت تولوز، در جریان جنگ صلیبی دوم، باعث شایعاتی شد که حاکی از آن بود که ریموند او را مسموم کرده است، چراکه گفته می‌شد آلفونسو درصدد اعلان دعوی خود بر کنت‌نشین طرابلس است. فرزند نامشروع آلفونسو، برتراند، قلعه العریمه را در قلمروی طرابلس در ۱۱۴۹ تصرف کرد، اما ریموند آن را با کمک حاکمان مسلمان بازپس گرفت. بعدها ریموند قلعه را به شوالیه‌های معبد واگذار کرد.
ریموند از ازدواج با هودیرنا، ناراضی بود. برای حل مسئله زناشویی آنها، خواهر او، ملکه ملیساند اورشلیم، به طرابلس آمد تا به اختلافات پایان دهد. هرچند در نهایت هودیرنا ترجیح داد به همراه خواهرش طرابلس را به سمت اورشلیم کند و ریموند نیز آنها را برای مسافت کوتاهی همراهی کرد. در راه بازگشت به طرابلس، در دروازه‌های جنوبی طرابلس، ریموند از جانب گروهی از حشاشین مورد حمله قرار گرفت و با خنجر آنها کشته شد. او اولین حاکم مسیحی بود که توسط فرقه حشاشین کشته شد.

## ابتدای زندگی
ریموند پسر بزرگ پونس، کنت طرابلس، و سسیل بود. تاریخ دقیق تولد او نامشخص است، اما ویلیام صوری چنین اشاره کرده است که ریموند هنگام مرگ پدرش «نوجوان» بود، که نشان می‌دهد که او در سال ۱۱۳۷ حداقل پانزده ساله داشته است. همچنین به نظر می‌رسد که او و برادر کوچکترش، فیلیپ، در ایام بالغ بوده‌اند چراکه منشورهای پدرشان را در اوایل دهه ۱۱۳۰ امضا کرده‌اند. مورخ کوین جی. لوئیس چنین استدلال می‌کند که ریموند در سال ۱۱۳۷ «در اوایل بیست‌سالگی» بوده است، که نشان می‌دهد او حدود ۱۱۱۶ متولد شده است. لوئیس همچنین بیان می‌کند که ریموند به احتمال زیاد با هودیرنا، دختر کوچک پادشاه بالدوین دوم اورشلیم، «در اوایل ۱۱۲۷» نامزد کرده است.

## کنت طرابلس

### جنگ با مسلمانان

قلمروی دولت‌های صلیبی در اوترمر در حدود سال ۱۱۳۵

بازواش، فرمانده مملوک دمشق، حمله‌ای علیه طرابلس ترتیب داد و پونس را در نبردی شکست داد. پونس از میدان جنگ فرار کرد، اما مسیحیان بومی او را اسیر کردند و به بازواش تحویل دادند که او را در ۲۵ مارس ۱۱۳۷ اعدام کرد. بازواش قلعه‌ای در مرز کنت‌نشین طرابلس را تصرف کرد اما بدون آن که به طرابلس حمله برد، به دمشق بازگشت. برای انتقام‌گیری از مرگ پدرش، ریموند به مناطق مسیحیان محلی در منطقه جبل لبنان حمله کرد و بسیاری از آنها را اسیر کرد. مردان، زنان و کودکان اسیر شده به طرابلس برده شدند که اکثر آنها شکنجه و اعدام شدند. ویلیام صوری اشاره کرد که حملات ریموند علیه مسیحیان بومی «اولین درس‌های شجاعت جنگی او» را فراهم کرد.
پس از آگاهی از مرگ پونس، زنگی در ژوئیه ۱۱۳۷ به طرابلس حمله کرد. مورخ مسلمان، کمال‌الدین، بعداً ادعا کرده است که زنگی تنها پس از آنکه ریموند درصدد شکستن محاصره حمص برآمده است، به طرابلس حمله کرد. لوئیس تأکید می‌کند که گزارش کمال‌الدین را نمی‌توان تأیید کرد، چراکه بازواش تقریباً ارتش طرابلس را نابود کرده بود و ریموند را از راه‌اندازی لشکرکشی‌های بزرگ بازداشته بود. پس از آنکه زنگی مونت‌فران (بعرین) را محاصره کرد، ریموند فرستادگانی نزد پادشاه فولک اورشلیم فرستاد و از او خواست که به قلعه محاصره‌شده بشتابد. کمی پس از آنکه فولک و ارتشش از مرز کنت‌نشین طرابلس گذشتند، فرستادگان ریموند پواتیه، شاهزاده انطاکیه، او را آگاه کردند که امپراتور بیزانس، ژان دوم، به انطاکیه نیز حمله کرده است.
فولک و ریموند طرابلس تصمیم گرفتند پیش از حرکت به سمت انطاکیه، حمله‌ای علیه نیروهای زنگی راه بیندازند، زیرا فکر می‌کردند به راحتی می‌توانند اتابک را شکست دهند. با این حال، زنگی محاصره حمص را برداشت و حمله‌ای غیرمنتظره به نیروهای متحد اورشلیم و طرابلس کرد. هزاران سرباز مسیحی در جریان نبرد کشته شدند، و بسیاری از جمله ریموند اسیر شدند؛ فولک و همراهانش نیز به مونت‌فران فرار کردند. زنگی دوباره مونت‌فران را محاصره کرد، اما هنگامی که شنید کمک بیشتری از سوی ریموند پواتیه، ژوسلین دوم ادسا، و امپراتور ژان دوم در راه است، مذاکره با محاصره‌شدگان را آغاز کرد. آنان که در قلعه محاصره‌شده بودند از این لشکرکشی نیروهای متحد اطلاع نداشتند اما با پیشنهاد زنگی موافقت کردند که قلعه را در ازای عبور ایمن و آزادی ریموند و همه اسیران مسیحی دیگر به او تحویل دهند.

### تلاش برای تحکیم قدرت
شاعر بیزانسی، تئودوره پرودروموس، از ژان دوم به خاطر اینکه طرابلس را کمی پس از ۱۱۳۷ تابع امپراتوری کرده بود، ستایش کرده است. دهه‌ها بعد وقایع‌نگار بیزانسی نیکتاس شونیتز نیز ریموند را تابع (دست‌نشانده) ژان دوم توصیف کرده است. بنابر گفته لوئیس، هر دو روایت و منبع نشان می‌دهند که ریموند سوگند وفاداری اسلاف خود را نسبت به امپراتور بیزانس تجدید کرده است. با این وجود، ریموند در لشکرکشی نظامی امپراتور بیزانس علیه حاکمان مسلمان شمال سوریه در ۱۱۳۸ شرکت نکرد. مورخ رالف-یوهانس لیلی نیز در این رابطه می‌گوید کمبود نیروهای نظامی کافی، ریموند را از کمک به بیزانسی‌ها باز داشت.
ریموند چندین منطقه در امتداد مرزهای شرقی کنت‌نشین طرابلس را در ۱۱۴۲ به شوالیه‌های مهمان‌نواز واگذار کرد. اعطای او شامل «قلعه حصن الاکراد» بود که در دهه‌های بعد به قلعه مهم صلیبی کرک د شوالیرز تبدیل شد. او همچنین حقوق خود بر مونت‌فران و رفنیه، که هر دو توسط زنگی در ۱۱۳۷ تصرف شده بودند، را به شوالیه‌های مهمان‌نواز واگذار کرد اگر بتوانند آنها را بازپس بگیرند. در هنگام واگذاری قلعه‌ها و مرزهای شرقی به شوالیه‌های مهمان‌نواز، ریموند تنها می‌خواست دفاع از کنت‌نشینش را با کمک فرقه‌های نظامی تضمین کند، اما اعطای سخاوتمندانه او پایه‌های دولت کلیسایی تقریباً مستقلی را تحت امر این فرقه پایه‌گذاری کرد.

### مسائل خانوادگی
ریموند نواده رمون دو سن-ژیل بود، یکی از رهبران جنگ صلیبی اول بود که خود را به عنوان کنت طرابلس خطاب کرد (حتی پیش از آنکه طرابلس تصرف شود). با این حال، ریموند نوه برتراند تولوز، پسر سن‌ژیل با مشروعیت مورد مناقشه، بود. پسر مشروع سن‌ژیل، آلفونسو ژردان، پس از آنکه سن‌ژیل شروع به استفاده از عنوان کنت طرابلس کرد، متولد شد، که او را وارث قانونی پدرش طبق ایده «پروفیرژنتور» (Porphyrogeniture) قرار می‌داد.
آلفونسو ژردان یکی افراد برجسته حاضر در جنگ صلیبی دوم بود، اما کمی پس از رسیدن به اراضی مقدس در آوریل ۱۱۴۸ درگذشت. پس مرگ ناگهانی او، شایعاتی در باب قتل او در میان صلیبیون مطرح شد، هرچند او به احتمال زیاد بخاطر یکی از علل طبیعی، در نتیجه سفر طولانی‌اش در سراسر دریای مدیترانه، درگذشته است. تاریخ‌نگار ناشناس سوری برای نخستین بار ریموند به قتل آلفونسو ژردان متهم کرد و بیان داشت که او آلفونسو ژردان را مسموم کرده است زیرا می‌ترسید عمویش برای تصرف و گرفتن قدرت طرابلس آمده باشد. در این رابطه لوئیس معتقد است که برای این روایت به سختی می‌توان مدرکی یافت بنابراین باید در رابطه با نقش ریموند در مرگ آلفونسو ژردان درنگ کرد.  وقایع‌نگار دیگری که مقارن با ریموند می‌زیست — که ادامه‌دهنده تاریخ‌نگاری سیگبرت گمبلوکسی است — چنین مسئله‌ای را مطرح کرده است که ملیساند، ملکه اورشلیم، دست به مسموم‌کردم آلفونسو ژردان زده است چراکه می‌خواست مانع از دعوی وی بر طرابلس و قلمروی آن شود.
با این حال ریموند در شورای رهبران جنگ صلیبی در عکا در ۲۴ ژوئن ۱۱۴۸ شرکت نجست. او همچنین از حضور در محاصره دمشق توسط صلیبیون در سال ۱۱۴۸ امتناع کرد. برخلاف ریموند، برتراند، پسر نامشروع آلفونسو ژردان، که همراه پدرش عازم اراضی مقدس شده بود، در نبردهای صلیبیون طی جنگ صلیبی دوم شرکت کرد. او تصمیم گرفت مدعی قلمروی طرابلس شود و بدین جهت قلعه العریمه را در تابستان ۱۱۴۹ تصرف کرد. پس از ناکامی ریموند در گرفتن قلعه العریمه که مشرف بر جاده‌های اصلی قلمروی طرابلس می‌شد، او از معین‌الدین انر، اتابک دمشق، و همچنین از نورالدین محمود، پسر زنگی، کمک خواست.  دو حاکم مسلمان العریمه را تصرف کردند و برتراند و همراهانش را اسیر و زندانی کردند. پس از تخریب قلعه، معین‌الدین و نورالدین قلمروی متصرفی را به ریموند بازگرداندند. ریموند این اراضی را در اوایل دهه ۱۱۵۰ به شوالیه‌های معبد واگذار کرد.

### سال‌های پایانی

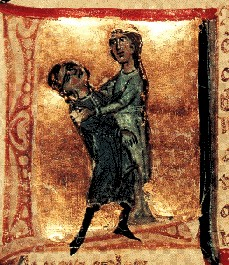
مرگ تروبادور خوافر رودل در آغوش هودیرنا، کنتس طرابلس

در تابستان ۱۱۵۰، پادشاه اورشلیم، بالدوین سوم، در لشکرکشی و حرکتش به سمت شمال شامات از طرابلس گذشت. او درصدد آن بود که با امپراتور بیزانس، مانوئل بکم، دیدار کند که آخرین قلعه‌ها و اراضی باقی‌مانده از دولت سقوط‌کرده ادسا را خریداری کرده بود. در این حین به خاطر درگیری میان بالدوین و مادرش، ملیساند، حامیان ملکه از همراهی پادشاه خودداری کرده بودند، بنابراین بالدوین از ریموند خواست که او را در دیدار با امپراتور بیزانس همراهی کند. ریموند موافقت کرد و بالدوین را در این سفر همراهی کرد. آنها پس از دیدار با مانوئل یکم، با یکدیگر بر انتقال قلعه‌ها به نیروهای بیزانسی نظارت کردند.
افزون بر این، ناوگان فاطمی در موج جدید حملات دریایی خود به سواحل اراضی مقدس، در تابستان ۱۱۵۱ طرابلس را غارت کرد. مصری‌ها کشتی‌ها را تخریب کردند و صدها نفر را در بندر این شهر کشتند یا اسیر کردند. همچنین در دسامبر، نیروهای مسیحی به دره بقاع یورش بردند و در جریان لشکرکشی‌شان موفق تصرف و غارت آن منطقه شدند تا آنکه از حاکم بعلبک شکست خوردند. نورالدین زنگی نیز در آوریل یا مه ۱۱۵۲ به قلمروی طرابلس یورش برد و طرطوس را تصرف کرد و نیروهایی را در آنجا قرار داد. در واکنش نیز بالدوین سوم به طرابلس آمد و «جلسه و شورایی عمومی» برگزار کرد که بارون‌های برجسته پادشاهی اورشلیم و کنت‌نشین طرابلس در آن شرکت جستند. پس از رسیدن پادشاه به طرابلس، سپاهیان نورالدین طرطوس را ترک کردند، اما پیش عقب‌نشینی قلعه را تخریب کردند. از آنجا که بازسازی آن پرهزینه بود، ریموند طرطوس را ابتدا به اسقف محلی، سپس به شوالیه‌های معبد بعدها که آن را مبدل به یکی از مهم‌ترین مقرهای خود تبدیل کردند، واگذار کرد.
در همین حال، بنابر گفته ویلیام صوری، «خصومت ناشی از حسادت زناشویی» میان ریموند و همسرش پدید آمده بود. ملیسند، که در مجمع طرابلس شرکت کرده بود، سعی کرد میان آنها میانجی‌گری کند، اما روابط آنها همچنان متشنج باقی ماند. پس از پایان مجمع، ملیسند و هودیرنا طرابلس را به سمت اورشلیم ترک کردند. ریموند آنها را برای مسافت کوتاهی همراهی کرد، اما در راه بازگشت به طرابلس، گروهی از فرقه حشاشین، او را همراه با دو تن از شوالیه‌هایش در دروازه جنوبی طرابلس به قتل رساندند. انگیزه این جنایت ناشناخته است. از آنجا که نزاری‌ها پیش از این حاکمان مسیحی را نکشته بودند، مورخان مدرن معتقدند که احتمالاً استقرار نیروهای معبد در طرطوس سبب خشم فرقه حشاشین و واکنش اینچینی آنها شده است.

## خانواده
تاریخ دقیق ازدواج ریموند و هودیرنا مشخص نیست. بنابر گفته مورخ پیتر لاک، در بهار ۱۱۳۳، این ازدواج احتمالا پس از آنکه کمک فولک پادشاه اورشلیم، پدر ریموند برای مقابله با زنگی، صورت گرفته است. پسر ریموند و هودیرنا، با عنوان ریموند سوم، در ۱۱۴۰ متولد شد، بنابراین هنگامی که در ۱۱۵۲ جانشین پدرش شد، هنوز به سن بلوغ نرسیده بود. دختر ریموند و هودیرنا، ملیساند نیز که به خاطر زیبایی‌اش مشهور بود، اما موضوعاتی همچون مشکل روحی و همچنین مسئله خیانت مادرش، مانع از ازدواج وی با امپراتور بیزانس، مانوئل یکم، شد.